# Jonas Rasmussen
Jonas Rasmussen (* 28. Oktober 1977 in Aarhus) ist ein ehemaliger dänischer Badmintonspieler.

## Sportlicher Werdegang
Nach drei Titeln im Nachwuchsbereich in Dänemark machte er erstmals 1995 mit zwei Vizeeuropameistertiteln bei den Junioreneuropameisterschaften international auf sich aufmerksam. 1997 gewann der den EBU Circuit, nachdem er in dieser Saison die Internationalen Meisterschaften von Tschechien, Ungarn und der Niederlande gewonnen hatte. In der Folgezeit entwickelte er sich mehr und mehr zum Doppel- und Mixedspezialisten. 2004 nahm er an Olympia teil. Im Doppel schied er mit Lars Paaske im Achtelfinale aus, im Mixed verlor er mit Rikke Olsen das Spiel um Bronze und belegte damit den vierten Platz.

## Sportliche Erfolge
| Saison    | Veranstaltung                                    | Disziplin    | Platz | Name                                                |
| --------- | ------------------------------------------------ | ------------ | ----- | --------------------------------------------------- |
| 1991/1992 | Dänemark: Einzelmeisterschaften der Junioren U15 | Herrendoppel | 1     | Jonas Rasmussen, Odder / Anders Hedegaard, Herning  |
| 1993/1994 | Dänemark: Einzelmeisterschaften der Junioren U17 | Mixed        | 1     | Jonas Rasmussen, Aarhus / Pernille Harder, Højbjerg |
| 1993/1994 | Dänemark: Einzelmeisterschaften der Junioren U17 | Herrendoppel | 1     | Anders Hedegaard, Herning / Jonas Rasmussen, Aarhus |
| 1995      | Europameisterschaft der Junioren                 | Mixed        | 2     | Jonas Rasmussen / Pernille Harder                   |
| 1995      | Europameisterschaft der Junioren                 | Herrendoppel | 2     | Jonas Rasmussen / Søren Hansen                      |
| 1995/1996 | Dänemark: Einzelmeisterschaften der Junioren U19 | Herrendoppel | 1     | Jonas Rasmussen, Aarhus / Ove Svejstrup, Randers    |
| 1996      | Czech International                              | Mixed        | 1     | Jonas Rasmussen / Ann-Lou Jørgensen                 |
| 1996      | Nordische Juniorenmeisterschaften                | Herrendoppel | 1     | Jonas Rasmussen / Ove Svejstrup                     |
| 1996      | Hungarian Open                                   | Herrendoppel | 1     | Jonas Rasmussen / Jan Jørgensen                     |
| 1996      | Hungarian Open                                   | Mixed        | 1     | Jonas Rasmussen / Ann-Lou Jørgensen                 |
| 1996/1997 | EBU Circuit                                      | Herrendoppel | 1     | Jonas Rasmussen                                     |
| 1996/1997 | EBU Circuit                                      | Mixed        | 1     | Jonas Rasmussen / Ann-Lou Jørgensen                 |
| 1997      | Niederlande: Internationale Meisterschaften      | Mixed        | 1     | Jonas Rasmussen / Ann-Lou Jørgensen                 |
| 1998      | South Africa International                       | Herreneinzel | 1     | Jonas Rasmussen                                     |
| 1998      | South Africa International                       | Herrendoppel | 1     | Jonas Rasmussen / Kenneth Jonassen                  |
| 1998      | South Africa International                       | Mixed        | 1     | Jonas Rasmussen / Meagen Burnett                    |
| 1999      | Schottland: Internationale Meisterschaften       | Herrendoppel | 1     | Michael Lamp / Jonas Rasmussen                      |
| 1999/2000 | Deutschland: Internationale Meisterschaften      | Herrendoppel | 2     | Jonas Rasmussen / Michael Lamp                      |
| 1999/2000 | Deutschland: Internationale Meisterschaften      | Mixed        | 1     | Jonas Rasmussen / Jane F. Bramsen                   |
| 2000      | Swedish Open                                     | Herrendoppel | 2     | Jonas Rasmussen / Michael Lamp                      |
| 2000      | Swedish Open                                     | Mixed        | 1     | Jonas Rasmussen / Jane F. Bramsen                   |
| 2001/2002 | Deutschland: Internationale Meisterschaften      | Herrendoppel | 1     | Jonas Rasmussen / Lars Paaske                       |
| 2002      | China: Internationale Meisterschaften            | Mixed        | 3     | Jonas Rasmussen / Rikke Olsen                       |
| 2002      | Swiss Open                                       | Mixed        | 2     | Jonas Rasmussen / Jane Bramsen                      |
| 2003      | Weltmeisterschaft                                | Herrendoppel | 1     | Lars Paaske / Jonas Rasmussen                       |
| 2003      | All England                                      | Mixed        | 3     | Jonas Rasmussen / Rikke Olsen                       |
| 2003      | China: Internationale Meisterschaften            | Herrendoppel | 1     | Lars Paaske / Jonas Rasmussen                       |
| 2003/2004 | Dänemark: Einzelmeisterschaften                  | Herrendoppel | 1     | Lars Paaske, KBK / Jonas Rasmussen, KMB             |
| 2004      | Olympia                                          | Mixed        | 4     | Jonas Rasmussen / Rikke Olsen                       |
| 2004/2005 | Dänemark: Internationale Meisterschaften         | Herrendoppel | 1     | Lars Paaske / Jonas Rasmussen                       |
| 2005      | All England                                      | Herrendoppel | 2     | Lars Paaske / Jonas Rasmussen                       |
| 2005      | Thailand Open                                    | Herrendoppel | 2     | Lars Paaske / Jonas Rasmussen                       |
| 2005      | China: Internationale Meisterschaften            | Herrendoppel | 3     | Lars Paaske / Jonas Rasmussen                       |
| 2006      | Finnland: Internationale Meisterschaften         | Herrendoppel | 1     | Jonas Rasmussen / Peter Steffensen                  |
| 2006      | Finnland: Internationale Meisterschaften         | Mixed        | 1     | Jonas Rasmussen / Britta Andersen                   |
| 2006/2007 | Dänemark: Einzelmeisterschaften                  | Herrendoppel | 1     | Lars Paaske, Greve / Jonas Rasmussen, KMB           |
| 2006/2007 | Dänemark: Internationale Meisterschaften         | Herrendoppel | 1     | Lars Paaske / Jonas Rasmussen                       |
| 2009      | Korea: Internationale Meisterschaften            | Doppel       | 3     | Jonas Rasmussen / Lars Paaske                       |
| 2009      | Dänemark: Einzelmeisterschaften                  | Doppel       | 2     | Lars Paaske / Jonas Rasmussen                       |
| 2009      | Singapur: Internationale Meisterschaften         | Doppel       | 3     | Jonas Rasmussen / Lars Paaske                       |
| 2009      | Hong Kong: Internationale Meisterschaften        | Doppel       | 2     | Jonas Rasmussen / Lars Paaske                       |
| 2010      | All England                                      | Doppel       | 1     | Jonas Rasmussen / Lars Paaske                       |
| 2010      | Europameisterschaft                              | Doppel       | 1     | Lars Paaske / Jonas Rasmussen                       |
| 2010      | Frankreich: Internationale Meisterschaften       | Doppel       | 3     | Jonas Rasmussen / Mads Conrad-Petersen              |
| 2010      | Kopenhagen Masters                               | Doppel       | 1     | Jonas Rasmussen / Mads Conrad-Petersen              |
| 2011      | Malaysia: Internationale Meisterschaften         | Doppel       | 2     | Jonas Rasmussen / Mads Conrad-Petersen              |